# Ryszard Kubiak
Ryszard Kubiak, född den 22 mars 1950 i Bydgoszcz i Polen, död den 6 februari 2022, var en polsk roddare.
Kubiak tog OS-brons i fyra med styrman i samband med de olympiska roddtävlingarna 1980 i Moskva.